# Pongo B-2
Pongo B-2 ist eine Ortschaft im Departamento La Paz im südamerikanischen Andenstaat Bolivien.

## Lage im Nahraum
Pongo B-2 ist der zweitgrößte Ort des Kanton Figueroa im Municipio Quime in der Provinz Inquisivi. Die Ortschaft auf einer Höhe von 3564 m am Río Kathu, der flussaufwärts von Huaña Cota kommt und über Quime und Inquisivi vorbei zum Río Sacambaya und weiter ins bolivianische Tiefland zum Río Beni fließt.

## Geographie
Pongo B-2 liegt an den östlichen Hängen der Kordillere Quimsa Cruz, zwischen dem bolivianischen Altiplano im Westen und dem Amazonas-Tiefland im Osten. Die Region weist ein ausgeprägtes Tageszeitenklima auf, bei dem die täglichen Temperaturschwankungen stärker ausfallen als die jahreszeitlichen Schwankungen.
Die mittlere Durchschnittstemperatur der Region liegt bei 10,5 °C (siehe Klimadiagramm Quime), die Monatsdurchschnittstemperaturen schwanken zwischen 7 °C im Juni/Juli und knapp 13 °C im November/Dezember. Der Jahresniederschlag beträgt knapp 600 mm, von Mai bis August herrscht eine Trockenzeit mit Monatsniederschlägen unter 15 mm, in den Monaten Januar und Februar fallen im langjährigen Mittel zwischen 120 und 130 mm Regen.

## Verkehrsnetz
Pongo-B2 liegt in einer Entfernung von 256 Straßenkilometern südöstlich von La Paz, der Hauptstadt des gleichnamigen Departamentos.
Von La Paz führt die asphaltierte Nationalstraße Ruta 3 in östlicher Richtung bis Coroico, und von dort die Ruta 25 in südöstlicher Richtung 160 Kilometer bis Inquisivi und weiter nach Cochabamba. In Inquisivi zweigt in südwestlicher Richtung die unbefestigte Ruta 109 ab und erreicht nach 21 Kilometern Quime. Von dort sind es noch einmal sechs Kilometer in nordwestlicher Richtung auf dem Camino Caxata Quime bis Pongo B-2.
In Pongo B-2 zweigt eine Landstraße nach Nordwesten ab, die im weiteren Verlauf über Pacuni nach Choquetanga führt.

## Bevölkerung
Die Einwohnerzahl der Ortschaft ist in dem Jahrzehnt zwischen den beiden letzten Volkszählungen um etwa ein Drittel angestiegen:
| Jahr | Einwohner         | Quelle       |
| ---- | ----------------- | ------------ |
| 1992 | keine Detaildaten | Volkszählung |
| 2001 | 105               | Volkszählung |
| 2012 | 140               | Volkszählung |
| 2024 |                   | Volkszählung |

Die Region weist einen hohen Anteil an Aymara-Bevölkerung auf, im Municipio Quime sprechen 70,5 Prozent der Bevölkerung Aymara.